# 村山修験
村山修験（むらやましゅげん）は、村山（現在の静岡県富士宮市村山）における富士山の修験道。富士修験ともいう。

## 信仰形態
村山修験は修験道本山派に属し、聖護院門跡の直末にあたる。また村山修験は、富士山信仰において修験道を中心とするという点で特徴的であり、これは御師などを中心とする吉田や河口、須走などと大きく異なる。平安時代成立の『地蔵菩薩霊験記』に「末代上人トゾ云ケル。彼の仙駿河富士ノ御岳ヲ拝シ玉フニ。（中略）ソノ身ハ猶モ彼ノ岳ニ執心シテ、麓ノ里村山ト白ス所ニ地ヲシメ …」とあり、古来から富士信仰の中心地であった。
応永5年（1398）の「伊豆走湯山密厳院領関東知行地注文案」（醍醐寺文書）には「一,　駿州 富士村山寺」とあり、当初村山修験は伊豆走湯山密厳院の末寺として存在していた。
村山浅間神社の境内には村山修験における祭事などで利用された水垢離場や護摩壇などが残る。水垢離場では道者によって禊が行われた。「竜頭ヶ池」という場所から水を引き、それを聖水として滝に打たれて身を清めた後、不動明王に安全を祈願したとある。
『富嶽之記』（1733年）では村山をこのように表現している。
このように浅間神社を中心として構成され（富士山興法寺）、村山三坊が支配し、山伏など修験道の形態を有していた。
村山修験は対外的には富士垢離という信仰形態を確立させている。『諸国図絵年中行事大成』によると、富士行者が水辺にて水垢離を行うことにより、富士参詣と同様の意味を持つ行であるという。この富士垢離を取り仕切る集団に「富士垢離行家」というものがあり、大鏡坊が聖護院に取り付け、村山修験先導の下で行われていた。

## 歴史
村山の地は登山道を中心として成り立つ。富士山修験道の開祖とされる末代上人が富士山頂に大日寺を建て富士山修験道の基礎を築いた。その後、末代の流れを汲む頼尊が村山に富士山興法寺を開き、村山が富士山修験道の拠点となり、「村山修験」が確立された。
13世紀前半に富士山南麓における登山が拡大したといい、14世紀初めには修験者による組織的登山が広まった。1429年には村山に発心門が建立される。
1482年（文明14年）に村山修験は聖護院本山派に属することになったとされ、聖護院と関わりが深い。『廻国雑記』によると、文明18年（1486年）に聖護院門跡の道興が村山を訪れている。またこれが村山修験と聖護院の関係を示す最初の史料である。
村山修験は今川氏の庇護を受けていた。今川氏は富士山興法寺を管理する村山三坊に掟を定める文書を繰り返し発布し、富士参詣の道者の取締などを行なった。今川氏による浅間神社や富士信仰への権力的な介入は顕著であったといわれ、村山修験に対しても同様である。これは同じく富士山麓地域を支配・管理する立場であった武田氏や小山田氏と比べても特徴的であり、特に今川義元の代から顕著になったといわれる。例えば天文22年（1553年）5月25日の義元から村山三坊大鏡坊への文書の七ヶ条に「一、於村山室中、不可魚類商買、并汚穢不浄者不可出入事」とあり、村山を俗界と区別される聖地と定めていることなどは特徴的である。これらと同種の文書が今川氏により天文24年（1555年）・弘治2年（1556年）・永禄3年（1560年）・永禄10年（1566年）にそれぞれ発給されている。
聖護院本山派の法親王は、慣例として度々村山に参拝を行っている。元禄年中に道尊法親王、正徳4年（1714年）に道承入道親王、宝暦7年（1757年）7月には増賞親王、文化4年（1807年）3月には盈仁法親王、天保12年（1841年）9月には雄仁法親王などの参拝が確認されている。
江戸時代後期に入ると村山修験は衰退していき、神仏分離令が決定的となって事実上廃されることとなった。『駿河国新風土記』によると、江戸時代初期の段階では600戸あまりが村山に存在していたが、18世紀半ばでは70戸まで減少していたという。
なお、聖護院との関係は現在も続いており、7月1日の富士山開山祭では聖護院の修験者が中心となり、村山浅間神社にて護摩焚きを行っている。